# Масакр у јужној Бачкој
Масакр у јужној Бачкој, познат и као Рација у јужној Бачкој, био је покољ који су над цивилним становништвом јужне Бачке, претежно Србима и Јеврејима, извршили припадници Краљевске мађарске војске, оружане силе Краљевине Мађарске, за време Другог светског рата током мађарске окупације Краљевине Југославије. У покољу је убијено 3809 цивила, од чега највише у Новом Саду, али и другим градовима јужне Бачке.
Мађарске окупационе власти су почеле са рацијама по градовима и селима јужне Бачке већ 4. јануара 1942, наводно ради сузбијања партизанског отпора, иако историјски записи показују да је мађарска влада покушала да побољша свој геополитички положај у односу на Немачку. Рација је спроведена у насељима Шајкашке — Чуругу, Госпођинцима, Шајкашу, Ђурђеву, Мошорину, Тителу, Локу, Гардиновцима, Вилову, Жабљу, као и у градовима Бечеју, Србобрану и Темерину. У Новом Саду је 20. јануара уведен полицијски час, а телефонске линије су прекинуте. У наредним данима окупационе власти су хапсиле „сумњиве” особе. Више од 1240 Новосађана је убијено до окончања рације. У самом Новом Саду и ширем региону жртве су углавном били Срби и Јевреји, али је страдало и неколико Рома, Русина, Мађара и Руса. У Новом Саду су жртве приморане да марширају преко залеђеног Дунава, док су мађарски војници артиљеријским гранатирањем са обале разбијали лед, због чега су жртве продале у ледену воду и давиле су у њој. Неку су бацани под лед, што је довело до њиховог дављења или хипотермије, док су други убијани на улици.
Мађарска влада и медији осудили су рацију, позивајући на хитну истрагу. Мађари су 1943. спровели масовно суђење осумњиченим за организовање рације, изричући затворске казне у распону од 10 до 15 година. Осуђеници су побегли у Немачку. Након рата, у Мађарској и Југославији је одржано неколико суђења, која су за исход имала пресуде и погубљења бројних кључних организатора. Последњи судски поступак везан за рацију одржан је 2011, када је Шандор Кепиро ослобођен за убиство преко 30 цивила у Новом Саду.
У јуну 2013, мађарски председник Јанош Адер званично се извинио за ратне злочине које је мађарска војске починила над српским цивилима током рата. Данас у Новом Саду постоји Споменик жртвама рације, где се одржавају и комеморације. Српска православна црква је канонизовала жртве, те су за светитеље проглашени Свети новомученици новосадски.

## Позадина
Немачка, Италија и Мађарска су извршиле инвазију на Југославију 6. априла 1941, као одговор на државни удар 27. марта којим је са власти збачено трочлано намјесништво предвођено кнезом Павлом, а власт је предата малолетном краљу Петру II. Земља је окупирана за мање од две седмице и подељена међу суседима. Подручје које чини данашњу Војводину, подељено је између Њемачке, Мађарске и марионетске Независне Државе Хрватске, која је основана убрзо након инвазије. Немачка је преузела непосредну контролу над Банатом, који је постао аутономна област Подручја Војног заповедника у Србији, првенствено да би задовољили потребе значајног немачког (фолксдојчерског) становништва регије. НДХ је окупирала Срем, чиме је дошла надомак Београда. Мађарска је окупирала Бачку, коју је Тријанонским споразумом из 1920. уступила новоформираној Краљевини Срба, Хрвата и Словенаца. Велики број Мађара и Немаца је остао на том подручју, упркос цесији. Бачка је обухватала део некадашње Дунавске бановине, која је била омеђена мађарско-југословенском границом на северу, Дунавом на југу и западу и Тисом на истоку. Укупна површина Бачке коју је окупирала Мађарска износила је 8558 км².
Мађарске окупационе власти су одлучиле да „ребалансирају” етнички састав Бачке, још у току инвазије. У року од неколико дана од инвазије, српске и јеврејске куће су нападнуте и опљачкане. Чак 500 Срба и Јевреја је убијено 14. априла 1941, вероватно у складу са претходно састављеним списковима означених за смрт. Убрзо је усвојен закон којим се захтева депортација свих становника немађарског и ненемачког порекла, који су се доселили у то подручје после 1918. године. Мађарске окупационе власти су протерале 25.000—60.000 Срба из Бачке, како колониста из међуратног периода, тако и прератних становника. Прво су интернирани у концентрационе логоре, пре него што су депортовани територије окупиране Србије. Мађари су првобитно намеравали да протерају чак 150.000 људи, али се немачка команда у Београду успротивила овом плану и он је одбачен. Више од 15.000 мађарских колониста касније се населило у том подручју, усељавајући се у домове Срба који су протерани.
На окупираним територијама спровођена је политика „систематске мађаризације”. „Мање пожељни елементи” становништва, попут Срба, Хрвата и Јевреја, били су дискриминисани у питањима комуникације и образовања. Мађарски и немачки били су једини језици дозвољени у скоро свим школама, а књиге, новине и периодичне публикације на српском и хрватском биле су практично забрањене. Упркос томе, већина Срба и Хрвата који су живели на окупираној територији пре 1918. задржали су своја права држављанина као Мађари (Угари), а неки ниже рангирани јавни службеници који нису били Мађари, задржали су своје послове. Бачка, заједно са осталим подручјима Југославије под мађарском окупацијом, које је Мађарска означавала као „јужне територије враћене домовини” (мађ. az anyaországhoz visszatért délvidéki területek), званично је анектирана и формално укључена у састав Мађарске 14. децембра 1941. године.

## Увод

### Почетни отпор
У другој половини 1941. у Бачкој је избио мањи оружани отпор, а мађарска војска је реаговала жестоким репресивним мерама. Више од 300 затвореника је погубљено само у септембру 1941. године. Хиљаде Срба и Јевреја било је заточено у концентрационим логорима који су основани у Ади, Бачкој Тополи, Бегечу, Оџацима, Бечеју, Суботици и Новом Саду, као и у Печују и Баји. Народноослободилачки покрет који је водила Комунистичка партија Југославије на челу са Јосипом Брозом Титом, никада није био јак у Бачкој јер равничарски терен није био погодан за партизанско ратовање, јер је јужнословенско становништво, од којег је НОП црпила већину својих регрута, чинило само једну трећину становништва области. До краја 1941, бачки партизани су углавном били уништени, као и Покрајински комитет КПЈ за Војводину. Четници су углавном били неактивни током већег дијела окупација, одржавајући само неке тајне активности.
Пре рата, у Бачкој је живело око 15.000 Јевреја. Они су чинили петину јеврејског становништва Југославије пре рата. Штавише, више од 90% Јевреја који су живели на подручју Југославије под мађарском окупацијом потицало је из те области. Мађарска влада је усвојила антисемитске законе 1939, а након избијања рата, примењивани су и на анектираним територијама. Након насиља на почетку окупације, у Бачкој није било даљих покоља над Јеврејима до краја 1941, иако је јеврејска заједница била изложена низу дискриминаторских мера, као што су конфискација имовине, произвољно притварање и присилан рад.

### Ескалација
До почетка 1942, мађарска војска је проценила да у целој Бачкој није деловало више од 110 партизана, мада је у стварности прави број био ближи 40. Наводни повод за погром ширих размера пронађен је у откривеном притајеном Шајкашком партизанском одреду у Жабаљском риту на Пустајићевом салашу. Код ове групе пронађено је 17 пушака. Одред је открила 4. јануара 1942. патрола мађарских жандарма и граничних ловаца, који су их напали. У самоодбрани, партизани су убили два граничара ловца и два жандарма, а неколико их ранили. Дејством великих мађарских снага овај одред је у потпуности разбијен у току истог дана, приликом чега је страдао политички комесар одреда Ђула Молнар. Овај догађај званична клика прогласила је за „устанак”. Мађарске окупационе власти искористиле су овај мањи инцидент како би наставиле са спровођењем своје политике у Бачкој.
Начелник генерал-штаба мађарске војске Ференц Сомбатхељ је 5. јануара наредио казнене рације на партизане у Бачкој. Наређење је дошло у исто време када је немачки министар спољних послова Јоахим фон Рибентроп посетио Будимпешту 6. јануара. Неколико дана касније, фелдмаршал Вилхелм Кајтел, начелник Врховне команде Вермахта, дошао је у Будимпешту да затражи да се цела мађарска војска пребаци на Источни фронт. Мађарски премијер Ласло Бардоши је одбио, и да би оправдао своју одлуку, тражио је да покаже да су мађарски војници преко потребни на окупираним територијама. Мађарски генералштаб је затражио да окупационе власти доставе доказ од предстојећем великом партизанском устанку у Бачкој да покаже Немцима. Мађарске вође су можда такође биле мотивисане да воде оштру кампању да покажу да су у стању да се носе са српским отпором и јеврејском „субверзијом”, и да тако убеде Немачку да је Мађарска довољно способна да контролише и Банат, који је био део Угарске пре Првог светског рата. Према историчару Марку Левену, рација је „можда била замишљена као страшан сигнал из Будимпеште да ће мађарска владавина над немађарима на Балкану… бити подједнако брутална као и владавина… других окупационих сила, или, штавише, као што је то раније било у Србији под угарском окупацијом током Великог рата”. Стога су окупационе власти глумиле нападе партизана да би увећали јачину партизанског отпора. Жандармима су дељени завоји и говорено им је да их носе на главама и рукама те да глуме како су рањени. Ово је рађено због јавности.

## Рација у Шајкашкој

#### Чуруг
Истог дана када су се десиле борбе на Пустајићевом салашу, мађарски становници Жабља и Чуруга су наоружани.
У недељу 4. јануара 1942. отпочело је пушкарање по улицама Чуруга, у жабаљском срезу. Чурушки петоколонаши, наоружани пушкама, почели су убијати мирно становништво по улицама. У исти мах, добошем је наређено да се сви становници повуку у своје куће. Два сата по овом наређењу, стигли су у Чуруг хонведи из Сенте и Сегедина у јачини од 3.000 људи. Прво су стигли тенковски одреди, затим пешадија у камионима па онда и артиљерија. Истовремено са хонведима стижу у жабаљски срез и жандарми из Темерина, Бачког Градишта и других места. Један део сегединских хонведа упутио се у чурушки рит, где је, пролазећи кроз салаше, убијао и клао цивилно становништво, док је други део остао у граду где је, залазећи од куће до куће, изводио укућане, мушкарце, жене и децу. Чурушки становници, овако одвођени из својих кућа, убијани су без милости и без суда. Убијани су где су се затекли и где је то разбојницима било згодно: пред кућама, на улици, у општинској згради, у полицији, у основној школи. Један део похватаних становника одведен је у два житна магазина Дитриха и Омиљанског, па су ту убијени из митраљеза. Највише је ових мученика страдало на самој реци Тиси, где су убијани, па бацани под лед који је, као што је познато, услед изузетно оштре зиме године 1941/42, био необично дебео. У рупе на Тиси бацани су и они који су убијани на другим местима, па су ту довожени у заједничку ледену гробницу. У Чуругу је побијено тада, од 4. до 9. јануара 1942. године, неких 1800 душа, људи, жена и деце. Убиства и масакрирања вршена су по дану и по ноћи.

#### Жабаљ
У Жабљу је такође извршен масован покољ. Ту су Срби довођени на жабаљску скелу. Прво су морали у једном магацину скинути одело и онако голи, само са доњим вешом, па и без њега, по незапамћеној зими, одвођени су на Тису и ту убијани. Насред Тисе биле су проваљене рупе на леду, па су око тих рупа постројаване жртве, митраљеском ватром убијане и бацане под лед. Неки су натеривани да сами скачу под лед. Неки који нису хтели скочити, одвођени су до једног стрводера који их је ударао секиром по глави, па их онда полуживе бацао под лед. Било је случајева да су људи пробадани бајонетом и бацани у Тису. Мајке су натериване да саме, својом руком, бацају своју децу под лед. Оне који су били убијени на обали, сами Срби морали су превући и гурнути под лед да би затим и они били убијени.

#### Госпођинци
У Госпођинцима, у срезу жабаљском, убијено је у време јануарских покоља 80-100 душа.

#### Ђурђево
У Ђурђеву, срез Жабаљ, убијено је око 300 душа.

#### Мошорин
У Мошорину и околини: 7. јануара на сам православни Божић, чета од 150 хонведа, увече између 8 и 9 сати, отишла је у село и почела из кућа изводити мирне становнике, који су прослављали Божић. Све ухапшене одводили су у општинску коњушницу и у школу, где су их, по претходном мучењу, убијали. Многе су водили на Тису, па их убијали код мошоринске пумпе. Делом су их убијали и по улицама. Убијене су претходно злостављали и мучили, тако да су сви лешеви били унакажени: очи извађене, носеви одсечени, језици ишчупани, руке и ноге пребијене. Жене су силовали па им груди секли. Имовина убијених је пљачкана, разношена, упропашћивана и уништена.

#### Лешеви у Тиси
Кад је лед на Тиси почео да се отапа, лешеви су стали пловити. У времену од 2. маја до 25. јуна 1942, на подручју Окружног суда у Петровграду, судским путем прегледано је и сахрањено 292 леша, од којих је било 227 мушких и 65 женских. Идентитет ни код једног леша није се могао утврдити, јер ни код једног нису нађене исправе. Сви лешеви имали су жицом везане руке на леђима. Сви су били само у доњем рубљу или голи. Од тога броја лешева било је 16 деце до 15 година, а 15 од 15 до 20 година. Било је неколико лешева деце до 5 година, а био је и један леш мушког детета између три и по и четири године, Утврђено је да је дете било прободено бајонетом и да је од тога наступила смрт. Нађен је у води и један џак, у коме је било завезано троје деце од једне до четири године. На подручју Среског суда у Перлезу сахрањено је у исто време 144 леша, од којих је било 109 мушких, 27 женских и 3 дечја.

## Рација у Новом Саду

#### Почетак погрома
Рација је почела 21. јануара 1942. око 6 часова ујутро. По целом граду излепљени су плакати који су објављивали почетак рације: „Пошто се на подручју Новог Сада крију разна сумњива лица као и велика количина оружја, то је Министарство војске наредило да се одржи претрес свих станова као и легитимисање свих лица. Наређује се грађанима који код себе имају каквог оружја, да га одмах предају најближој команди. Наређује се да се свако задржава у стану где је пријављен. Слободно кретање дозвољава се само државним чиновницима, фабричким радницима као и сваком грађанину колико му је потребно да набави најнужније животне намирнице за одређени дан. У сваком случају свако мора располагати са потребном легитимацијом, а кретање је дозвољено само средином улице. Жалузије на прозорима морају бити спуштене и не сме се гледати на улицу. Код кога се буде нашло сакривено оружје, или ко буде код себе држао сумњива лица, тај ће бити изведен пред војни суд.“

#### Блокада улица
Рано ујутру 21. јануара, хонведске снаге блокирале су све улице и почеле вршити „претрес“.
У Руменачкој улици резултат претреса станова и легитимисања био је тај да је већина становништва камионима одведена на „Штранд“. Неке су убијали већ на улици.
Породицу Коларов затрли су готово потпуно, убивши 9 чланова, остала је само мала Александра. Један од официра узео је из недара једне жртве 250.000 динара.
Дана 23. јануара упало је пет жандарма у кућу Јелене Јовандић и запитали њене синове, недораслу децу, које су вере. Кад је једно дете одговорило да су православне вере, они су све петоро деце истерали у двориште, а мајку су затворили у кућу и поставили војника да је чува. Она је чула дечје запомагање: „Мама, не дајте нас!“ Затим су одјекнули пушчани плотуни, па је наступила тишина. Мајка је истрчала у двориште и скаменила се видевши пет лешева својих синова. Војници су јој тада ставили нож под грло и затражили новац.

#### Милетићева улица
На углу Милетићеве и Грчкошколске улице вршена су масовна убиства Срба и Јевреја из Милетићеве и околних улица. Ту су жандарми и војници доводили групе људи, којима је наређивано да клекну у снег. После тога им је пуцано у леђа, а жртве су падале лицем у снег. Новодоведени су морали да стану испред побијених жртава па су и они убијани.
На ово место довођени су не само одрасли мушкарци него и жене и деца, па и одојчад у наручју мајки.

#### Дунавска обала
Дана 23. јануара спроведена је већа група људи, жена и деце од санаторијума др Јаковљевића до краја трамвајске пруге, према санаторијуму др Узелца, и ту су убијани пуцњима из пушака и митраљеза.
Све ово гледали су морнари са брода Корона који је пловио између једне и друге обале.

#### Касарнабатаљона пограничних ловаца
Једна велика група људи доведена је 23. јануара из околних улица у двориште касарне, где су их војници све побили.
Док су лешеви лежали на земљи, један од официра се издрао војницима: „Склоните ове цркотине да их не гледам“. Кад су лешеви однесени, на дворишту је остало много крви и делова човечијег тела.

#### Штранд
Већи број Срба и Јевреја из свих делова града довожен је камионима или су под стражом, пешке, спроведени до пред сам улаз у новосадску плажу Штранд.
Масовна убиства на самој обали Дунава, поред Штранда, почела су 22. јануара у 4 сата ујутру и трајала су до 4 сата поподне. Жртве су падале у воду, а оне које су пале на обалу, војници су гурали под лед. Један посматрач са друге обале установио је да је убијано 15 особа на минут. У 4 сата дошао је официр и наредио да се преостали „заробљеници“ одведу у Спомен-дом.

#### Успенско гробље
На православно Успенско гробље Мађари су доводили становнике околних улица, већином Јевреје, и убијали их или на улазу у гробље или на самом гробљу.

#### Игралиште НАК-а
На игралишту НАК-а жртве су довођене из свих делова града и ту убијане 22. и 23. јануара.
Дана 24. јануара дошли су на игралиште радници градског поглаварства да уклоне трагове крвавог злочина.

#### Извршиоци
У извршењу страховитог погрома највише су се ангажовале војска и жандармерија, које су се распоредиле у граду већ у рано јутро 21. јануара 1942. Покољима су руководили штабови појединих скупина, смештени у појединим мађарским кућама. Судбина Срба и Јевреја зависила је тако не само од мађарске војске и жандармерије, него и од самих суседа Мађара, код којих је био штаб дотичне формације.
За спровођење „рације“ окупатор је изабрао најкрволочније људе. На пример, ђак жандармеријске школе у Сексарду, Кењереш Јанош је рекао: „Убио сам 20 људи из Шосбергерове куће у Милетићевој улици. Убијање ми је причињавало задовољство, само ме је после мрзело да лешеве бацам у камион“. Кад су наочиглед мајке војници убили њено петоро мушке деце (од 15-28 година), мајка је у страховитом болу плакала. Један од убица, гурајући је кундаком, издрао се на њу: „Не смеш плакати“. Дана 23. јануара 1942. у стан Јована Татовића ушли су један жандарм, један жандармеријски поручник и један војник. Жандарм је ухватио домаћина, а официр је прислонио на ухо жртве цев револвера и опалио.

## Жртве
У једној савременој преписци, мађарски министар унутрашњих дела Ференц Керестеш-Фишер написао је да је у рацији живот изгубило 3755 људи. Историчар Рудолф Џозеф Румел процењује број жртава напада на 3200. Израелски историчар Лени Јахил наводи да је убијено 4116 особа — 2842 Срба, 1250 Јевреја, 13 Руса и 11 Мађара. Историчар Звонимир Голубовић процењује да је укупан број цивила убијених у нападу 3809. Ову бројку прихвата и израелски историчар Јехуда Бауер. Табела, коју је саставио Голубовић, наводи жртве према полу, старости, националности и месту где су страдале:
| Место      | Укупно | Мушкарци | Жене | Деца | Стари | Срби | Јевреји | Роми | Русини | Мађари | Руси |
| ---------- | ------ | -------- | ---- | ---- | ----- | ---- | ------- | ---- | ------ | ------ | ---- |
| Бечеј      | 215    | 111      | 72   | 13   | 19    | 102  | 110     | —    | —      | —      | —    |
| Вилово     | 64     | 44       | 6    | 8    | 6     | 64   | —       | —    | —      | —      | —    |
| Гардиновци | 37     | 32       | 3    | —    | 2     | 37   | —       | —    | —      | —      | —    |
| Госпођинци | 85     | 47       | 19   | 15   | 4     | 73   | 10      | —    | 2      | —      | —    |
| Ђурђево    | 223    | 107      | 60   | 41   | 15    | 173  | 22      | —    | 27     | —      | —    |
| Жабаљ      | 666    | 355      | 141  | 101  | 69    | 614  | 28      | 23   | —      | 1      | —    |
| Лок        | 47     | 46       | —    | —    | 1     | 46   | —       | —    | —      | 1      | —    |
| Мошорин    | 205    | 94       | 41   | 44   | 26    | 170  | —       | 34   | —      | 1      | —    |
| Нови Сад   | 1246   | 489      | 415  | 165  | 177   | 375  | 809     | —    | 2      | 18     | 15   |
| Србобран   | 3      | 3        | —    | —    | —     | 2    | 2       | —    | —      | —      | —    |
| Темерин    | 48     | 14       | 15   | 7    | 12    | 6    | 42      | —    | —      | —      | —    |
| Тител      | 51     | 45       | —    | 1    | 5     | 49   | 1       | —    | —      | —      | —    |
| Чуруг      | 893    | 554      | 153  | 82   | 104   | 842  | 44      | 7    | —      | —      | —    |
| Шајкаш     | 26     | 24       | 2    | —    | —     | 25   | 1       | —    | —      | —      | —    |
| Сва места  | 3809   | 1965     | 927  | 477  | 440   | 2578 | 1068    | 64   | 31     | 21     | 15   |

## Судски поступци
Регент Краљевине Мађарске Миклош Хорти је 1943. наредио истрагу о покољима и подигнуте су оптужнице против појединих који су учествовали у злочинима. Оптужени су побегли у Немачку и вратили су се тек након што су немачке снаге окупирале Мађарску 1944. године. Хорти је користио истрагу као средство за истицање разлике између свог режима од нацистичког режима у Немачкој.
Неки српски историчари, попут Голубовића и Александра Вељића, тврдили су да је и сам Хорти био упознат са злочинима и да је одобрио њихово извођење. Хортио је био сведок на Нирнбершким суђењима после Другог светског рата, али су, упркос снажним захтевима Југославије, Американци и Совјети били за одбацивање свих оптужби.
Након што су у мађарском парламенту покренута питања, премијер Бардоши је послао истражну комисију. Истрага је потврдила причу да се војска борила против партизана. Даља истрага Бардошијевог наследника Миклоша Калаја дошла је до сличних закључака.
Мађарска је 1943. организовала суђења за неколико официра који су били међу одговорнима за покоље, што је довело до затворских казни од 10 до 15. година. Четворо оптужених је побегло у Немачку пре изрицања пресуде. После рата, неким од појединаца одговорних за покоље, укључујући и Ференца Фекетехалми-Цајднера, поново је судила нова комунистичка влада Мађарске (која их је осудила на смрт или на доживотни затвор) и поново у Југославији, где су поново осуђени на смрт и погубљени. Хорти, који је, према југословенским и српски историчарима, био међу одговорнима за покоље, никада није оптужен нити осуђен.
Ефраим Зуроф, директор канцеларије Центра Симона Визентала у Јерусалиму, објавио је у септембру 2006. копије судске пресуде из 1944. којом су Шандор Кепиро и 14 других мађарских војних и жандармских официра проглашени учесницима у покољима у јужној Бачкој 1942. године. Мађарска влада му је поново судила у одсуству 1948. на 14 година затвора. Ова пресуда је заснована на сведочењу Јаноша Нађа, бившег мађарског војника из Кепировог вода. Међутим, Нађ је сведочио после мучења које је извела комунистичка тајна служба. Кепиро је, међутим, изјавио да је његово учешће као полицајца било ограничено само на хапшење цивила и да није учествовао у убиствима или било каквим другим незаконитим делатностима. Кепиро је затим оптужен за ратне злочине пред судом у Будимпешти, због убиства цивила током покоља у јануару 1942. године. Његово суђење по тим оптужбама почело је у мају 2011. године. Кепиро је ослобођен по свим тачкама оптужнице у јулу 2011. године. Умро је природном смрћу два месеца касније.

### Одмазда и формална извињења
Масовна убиства Јевреја, попут оних која су се догодила током рације, била су релативно ретка у Мађарској и окупираним подручјима до октобра 1944, када су Немци преузели непосредну контролу над земљом и окупираним подручјима, депортујући стотине хиљада Јевреја у логоре смрти.
Мађарски преседник Јанош Адер је током посете Србији 25. и 26. јуна 2013. изјавио „Jа, као председник Mађарске, молим за опроштаj за злочине коjе су, у име Mађарске, у Другом светском рату Mађари починили против невиних Срба”. Народна скупштина Републике Србије усвојила је 21. јуна 2013. „Декларацију Народне скупштине Републике Србије о осуди аката против цивилног мађарског становништва у Војводини почињених 1944—1945. године”, у којој се наводи да је „ослобађање од колективне одговорности која је након Другог светског рата наметнута појединим националним заједницама у Војводини одлукама тадашњих државних органа у интересу развоја духа толеранције и међусобног уважавања националних заједница и свих грађана”.

## Споменичка комеморација
У Новом Саду, на кеју који данас носи име "Кеј Жртава рације", на том месту подигнута је бронзана композиција „Породица“, висока четири метра, посвећена жртвама палим у рату од 1941. до 1945. године.
Почетком 1992. године споменик је употпуњен са још 78 бронзаних плоча које је израдио исти вајар. На четири плоче (три са текстом на српском и једна на хебрејском језику) исписане су основне информације о догађају, а на 66 плоча имена убијених личности.
Испод споменика се налазе плоче са текстовима на српском, мађарском, словачком и хебрејском језику. Реконструкција насилно уклоњених плоча је извршена 2004. године.
На Алмашком гробљу у Новом Саду, уз западну ограду је смештен спомен-крст који је првобитно био у граду, а који је поставила црквена општина.

## Публикације
О новосадском покољу је написано неколико књига и организовано неколико јавних изложби у Новом Саду када су биле округле годишњице.
Новинар Александар Вељић је 2007. године објавио књигу Рација - заборављен геноцид у коме се на 665 страница налазе не само исповести преживелих и родбине жртава већ и низ занимљивих и деценијама дуго скриваних информација од јавности.
У фебруару 2015. године јавности је презентован играни филм Аврамов пас, у коме се говори о страдању Јевреја у Новом Саду за време новосадског погрома.